# رشيد جكيطو
رشيد جكيطو (بالفرنسية: Rachid Jkitou)‏ (ولد في فرنسا 27 أغسطس 1985) هو ملاكم فرنسي من أصل مغربي وبطل سابق لفرنسا في فئة الوزن المتوسط عام 2011، فاز أيضا بحزام WBC المتوسطي عام 2015.

## روابط خارجية
- رشيد جكيطو على موقع بوكس ريك (الإنجليزية) (registration required)